# Коломієць Валерій Олександрович
Коломієць Валерій Олександрович (нар. 14.03.2007) - Майстер спорту України міжнародного класу з гирьового спорту . Спортивне звання присвоєно 30.01.2025 наказом Міністерства молоді та спорту України № 559 на підставі виконаного нормативу  на чемпіонаті світу, що проходив 10-13 жовтня 2024 року у Греції, де Валерій зафіксував 191 підйом гирі 32 кг у вправі "Ривок".
Особистий рекорд у вправі "Гвардійський ривок"(Р-12) з гирею вагою 24 кг 344 підйоми встановив на всеукраїнських змаганнях "Переяславська осінь 2024", що відбулися 2 листопада в Університеті Григорія Сковороди в Переяславі, ставши чемпіоном у ваговій категорії понад 85 кг.
Студент групи 102-ФС факультет фізичної культури та спорту Національного університету "Полтавська політехніка" імені Юрія Кондратюка .
Проживає у Климівці, Карлівська міська громада .

## Виступи на Чемпіонатах Світу
| Дата та місце проведення          | Вага гирі, кг | Вагова категорія | Вікова група | Місце і результат | Місце і результат | Місце і результат |
| Дата та місце проведення          | Вага гирі, кг | Вагова категорія | Вікова група | Поштовх           | Ривок             | Двоборство        |
| --------------------------------- | ------------- | ---------------- | ------------ | ----------------- | ----------------- | ----------------- |
| 2024, 10-11 жовтня, Корфу, Греція | 32            | 95               | U-23         | 90                | 191               | 186               |

## Виступи на Чемпіонатах та Кубках Європи
| Дата та місце проведення           | Вага гирі, кг | Вагова категорія | Вікова група | Місце і результат | Місце і результат | Місце і результат |
| Дата та місце проведення           | Вага гирі, кг | Вагова категорія | Вікова група | Поштовх           | Ривок             | Довгий цикл       |
| ---------------------------------- | ------------- | ---------------- | ------------ | ----------------- | ----------------- | ----------------- |
| 2024, 18-20 квітня, Париж, Франція | 24            | 78+              | U-18         |                   |                   | 83                |
| 2024, 18-20 квітня, Париж, Франція | 32            | 95               | U-23         | 75                | 178               |                   |

1. ↑  Реєстр спортивних звань. title.mms.gov.ua. Процитовано 28 листопада 2024.
2. ↑  У Переяславі відбулися всеукраїнські змагання з гирьового спорту і вчетверте переможці незмінні. Переяслав.City (укр.). Процитовано 29 листопада 2024.
3. ↑  Кондратюка", НВЦІ Національного університету "Полтавська політехніка імені Юрія. Спортсмени університету стали переможцями Чемпіонату світу з гирьового спорту. nupp.edu.ua (укр.). Процитовано 29 листопада 2024.
4. ↑  У Карлівці відбувся відкритий особисто-командний чемпіонат Карлівської міської ради з гирьового спорту. karlivka-mrada.gov.ua (укр.). Процитовано 29 листопада 2024.
5. ↑  Sacensību protokoli | Svarbumbu celšanas asociācija. www.svarbumba.lv. Процитовано 12 квітня 2024.